# Ромбоедарска кристална система
У кристалографији ромбоедарска кристална система представља један од 7 начина кристализације у природи. Ромбоедарска кристална система је дефинисана са три по дужини међусобно једнака елементарна вектора транслације који нису међусобно управни, односно представљена је ромбоедром.
a = b = c
|           |
| Ромбоедар |

## Ромбоедарска холоедрија
Прости облици кристала у ромбоедарској холоедрији су:
- База
- Примитивни ромбоедар или ромбоедар
  - позитивни
  - негативни
- Скаленоедар
  - позитивни
  - негативни

## Плагиједријска хемиједрија ромбоедарске системе
Прости облици су:
- Тригонални трапезоедар
  - леви
  - десни
- Тригонална бипирамида
  - лева
  - десна